# Minyriolus
Minyriolus là một chi nhện trong họ Linyphiidae.